# Catagramma dubiosa
Catagramma dubiosa är en fjärilsart som beskrevs av Dillon 1948. Catagramma dubiosa ingår i släktet Catagramma och familjen praktfjärilar. Inga underarter finns listade i Catalogue of Life.